# Розета (космически апарат)
Вижте пояснителната страница за други значения на Розета.
„Розета“ (на английски: Rosetta) е роботизиран космически апарат на ЕКА, изстрелян през 2004 г. с цел да изследва кометата 67P/Чурюмов-Герасименко.
Съдържа 2 главни елемента: космическа сонда „Розета“ и спускаем апарат „Фѝле“ (лат. Philae, гр. Φιλαί). Името на спускаемия апарат идва от остров на река Нил, където е намерен обелискът, използван за превеждане на Розетския камък). Мисията трябва да проучи и 2 астероида по пътя си към кометата.
Апаратът е именуван на Розетския камък с надеждата мисията да помогне за разкриване на това как е изглеждала нашата Слънчева система преди да се образуват планетите.
През август 2014 апаратът „Розета“ влиза в стабилна орбита около кометата 67P/Чурюмов-Герасименко и с помощта на апаратурата си започва търсене на най-подходящо място за кацане на спускаемия апарат Филе, който се намира на борда ѝ. На 12 ноември 2014, макар и с някои трудности, „Фѝле“ каца успешно върху повърхността на кометата и така става първият управляван от хора от Земята апарат, който каца на комета от Слънчевата система.